# Elaphoglossum leucolepis
Elaphoglossum leucolepis är en träjonväxtart som först beskrevs av Bak., och fick sitt nu gällande namn av Vladimír Joseph Krajina och Tard. Elaphoglossum leucolepis ingår i släktet Elaphoglossum och familjen Dryopteridaceae. Inga underarter finns listade.